# Immaculata (Košice)
De Immaculata, ook pestzuil (Slowaaks: Morový stĺp) genoemd, is een sculptuur die onder meer de Onbevlekte Maagd Maria voorstelt.

## Ligging
De barokke zuil bevindt zich in het historische oude stadscentrum (Stare Mesto) van Košice, aan een pleintje in het midden van het noordelijke brede deel van de Hoofdstraat (Slowaaks: Hlavná ulica). Aan de zuidkant wordt de zuil achtereenvolgens begrensd door een parkje en door het staatstheater.

## Geschiedenis
In de jaren 1709-1710 werd Košice geteisterd door de pest met het overlijden van talloze slachtoffers als gevolg. Het duurde meer dan een jaar vooraleer de epidemie voorbij was. Op voorstel van de stadsverantwoordelijke, Viktorin Flachenfeld, besloten de overlevenden nadien een zuil te bouwen met een hoogte van 14 meter. De voorbereidingen voor de bouw duurden twee jaar: er moesten immers niet alleen geldelijke middelen ingezameld worden, maar men diende ook een ervaren architect en een bekwame beeldhouwer aan te trekken. De keuze viel op bouwmeester Tomáš Tornyosi uit Košice, en beeldhouwer Šimon Grimming. Rondom de voet van de zuil werden beelden geplaatst: Jozef van Nazareth, Sint-Sebastiaan en Sint-Ladislaus.
Op het middelste gedeelte werden reliëfs gebeeldhouwd, die de Dood, Oorlog en Honger voorstelden.
Boven op de zuil werd op 3 oktober 1723 de bekroning geplaatst: een beeld dat de triomferende Onbevlekte Maagd Maria voorstelde, als symbool van trouw, liefde, goedheid en bescherming in tijden van ellende en lijden.
Doordat de protestanten en de katholieken een verschillende visie hadden omtrent de Onbevlekte Ontvangenis van Maria ontstond er commotie.
Een calvinistische predikant zou 's nachts een denigrerende inscriptie op het beeld hebben aangebracht en werd vervolgens om die reden gevangen gezet. Het stadsbestuur zou hem zelfs ter dood hebben veroordeeld, maar de toenmalige monarch zette het vonnis om in ballingschap.
Om herhaling van beschadiging te voorkomen, werden collecten georganiseerd die moesten toelaten het beeld in een eeuwig licht te hullen. Enkele bange katholieke gelovigen plaatsten vervolgens een aantal lampen rond de zuil, organiseerden nachtpatrouilles en stelden een bewaker aan.

## Restauratie
Het Immaculata-beeld werd voor het eerst gerestaureerd in 1757, daarna in 1776, 1829, 1856 en 1872.
In 1909 werd de omheining rondom het monument veranderd door plaatsing van heiligenbeelden op een aantal lage pilasters. Die beelden stelden voor: Elisabeth van Hongarije, de heilige Margaretha, Sint-Barbara en Elisabeth van Portugal, evenals twee aartsengelen: Gabriël en Michaël. Deze sculpturen werden gemaakt door beeldhouwer Leopold Hild. In de jaren 1954-1957 en 1971-1972 werden restauraties uitgevoerd door een befaamde kunstenaar uit Košice: Vojtech Löffler. In de zomer van 2000 werd nogmaals een renovatie afgerond. Daarbij werden elementen vervangen door getrouwe kopieën van de hand van Stanislav Kožela.

## Illustraties

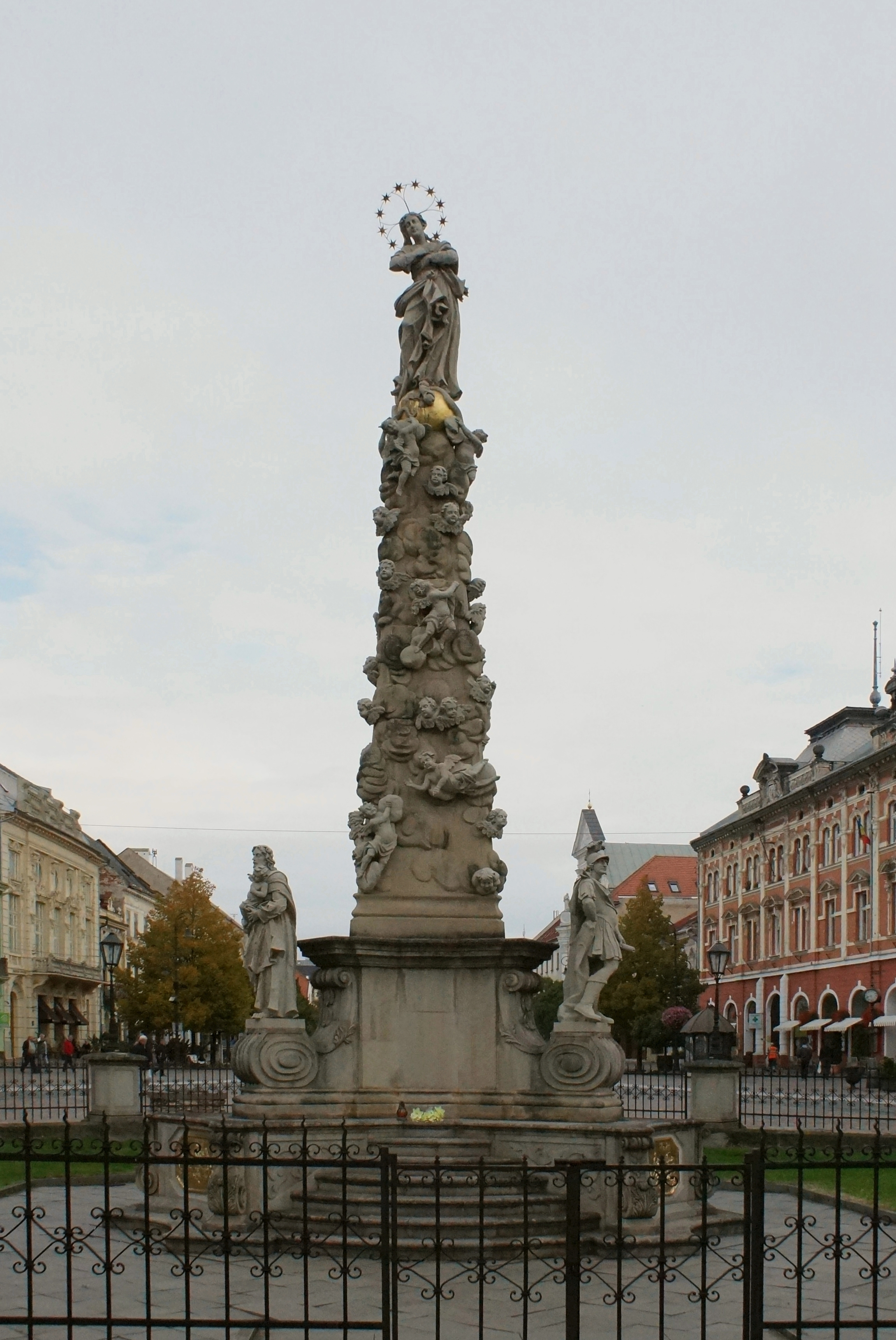
De zuil heeft een hoogte van 14 meter.
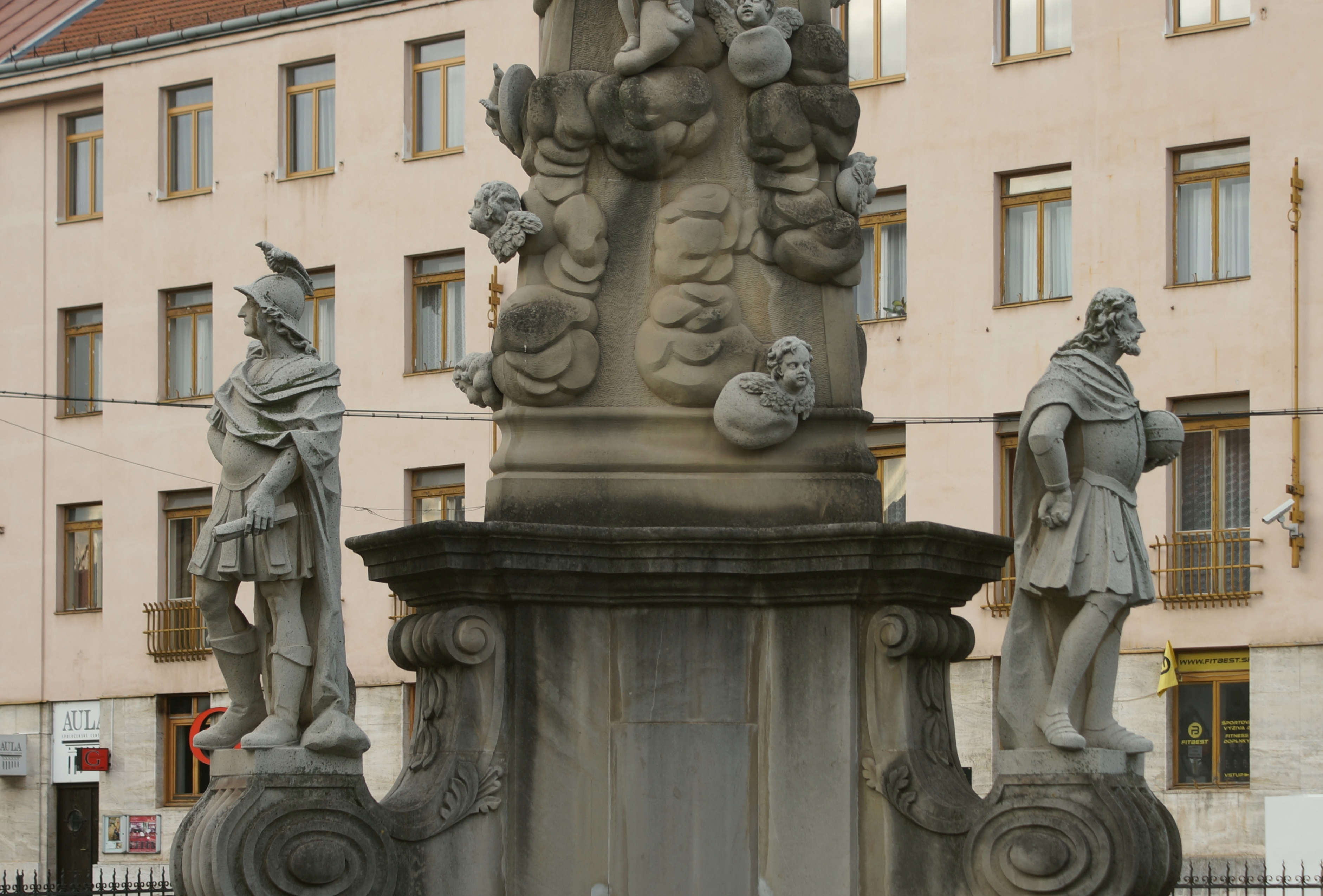
Rondom de voet van de zuil werden beelden geplaatst: Sint-Sebastiaan, Ladislaus I van Hongarije en Jozef van Nazareth.
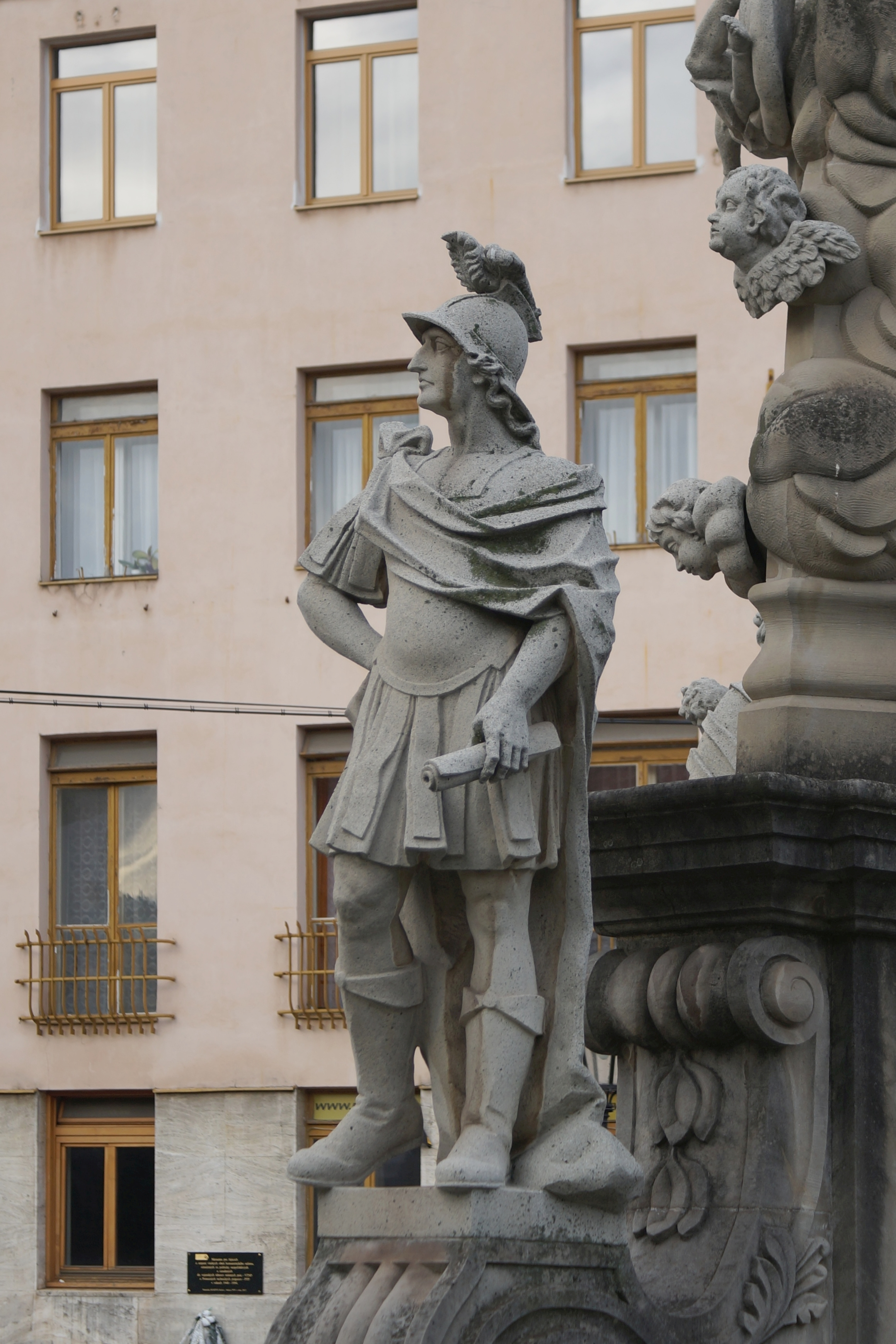
Sint-Sebastiaan, leider van de pretoriaanse garde, aan de basis van de zuil.
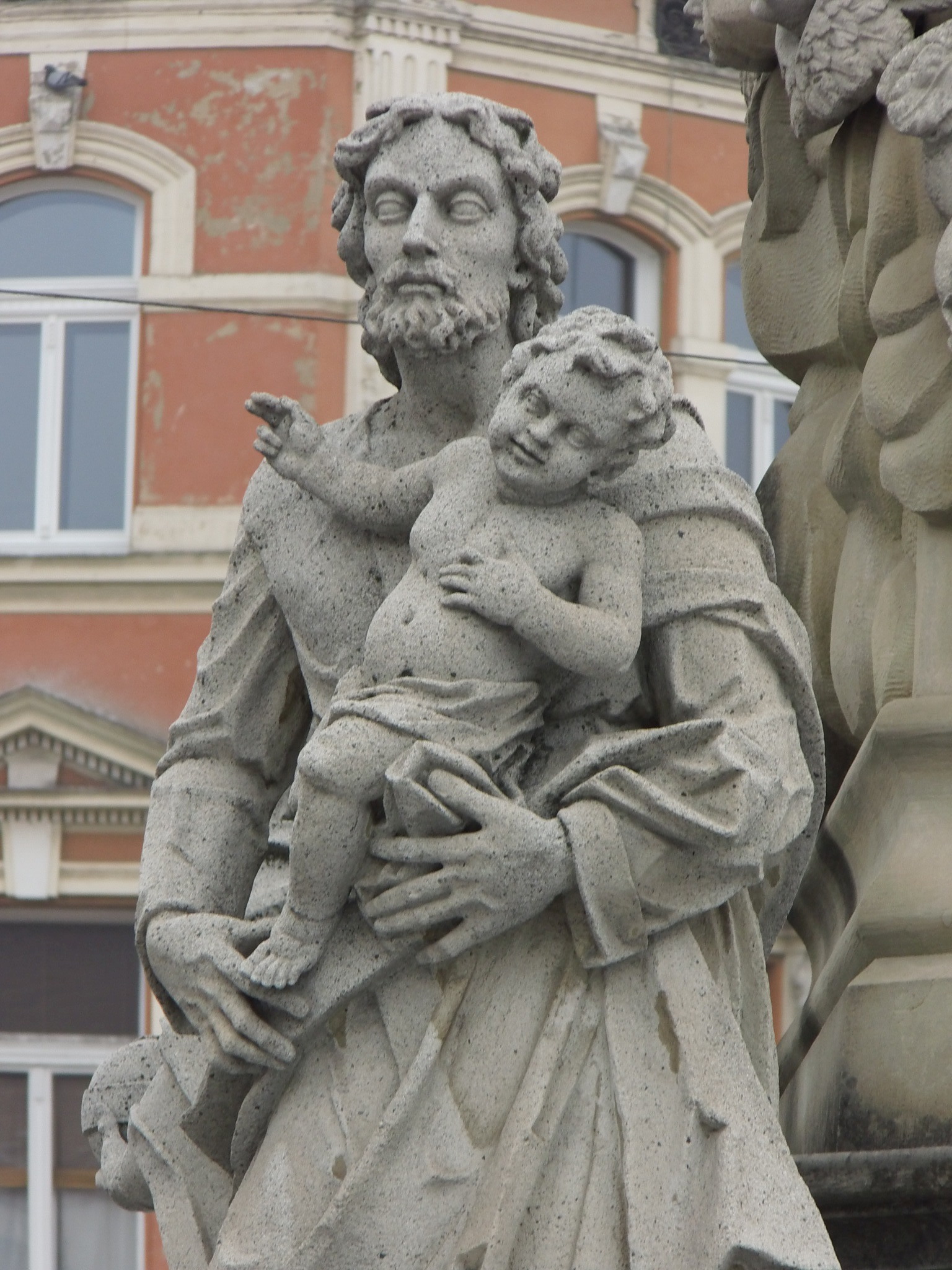
Jozef van Nazareth aan de voet van de zuil.
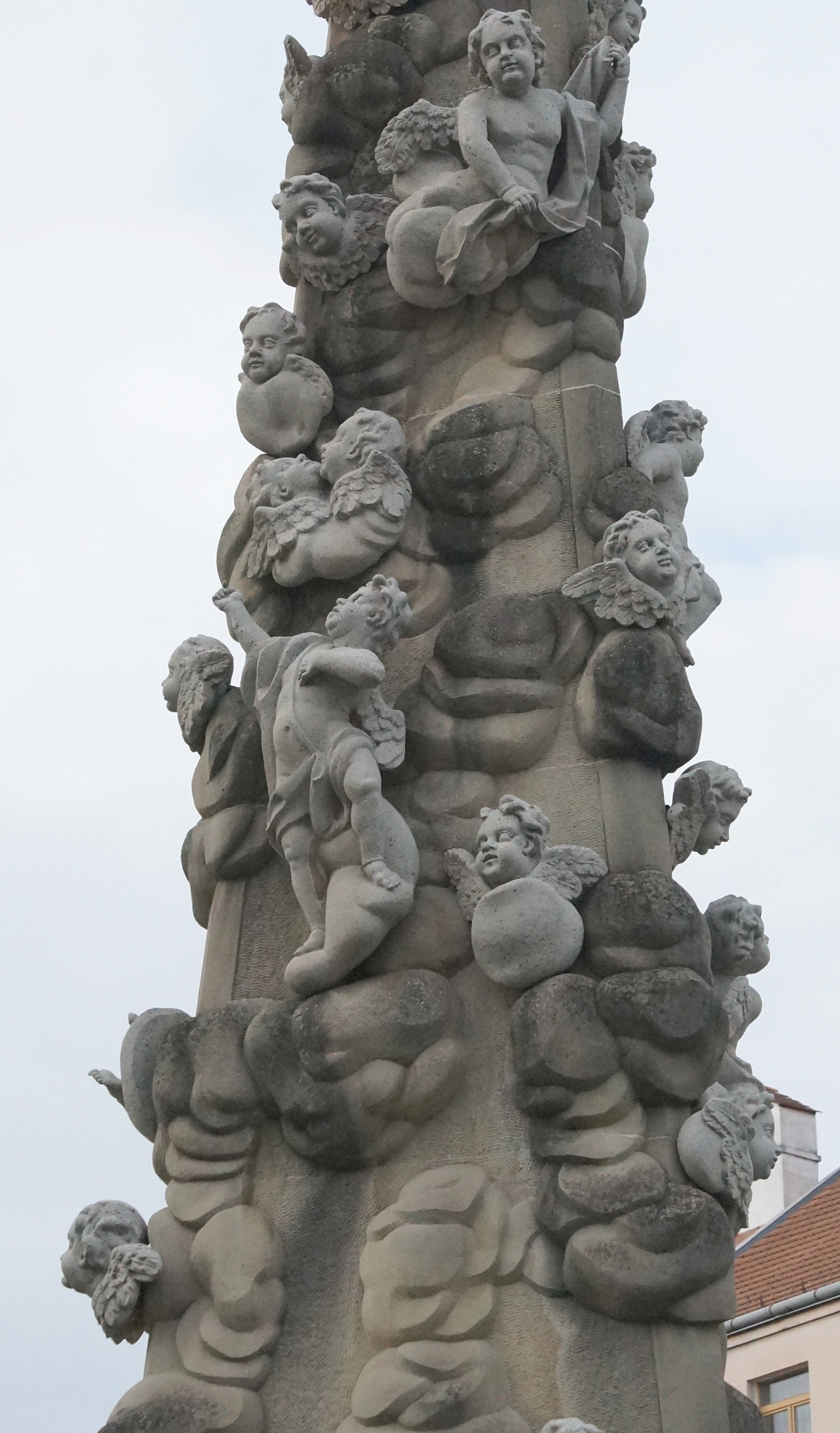
Het middelste deel bestaat uit reliëfs die de Dood, Oorlog en Honger voorstellen.
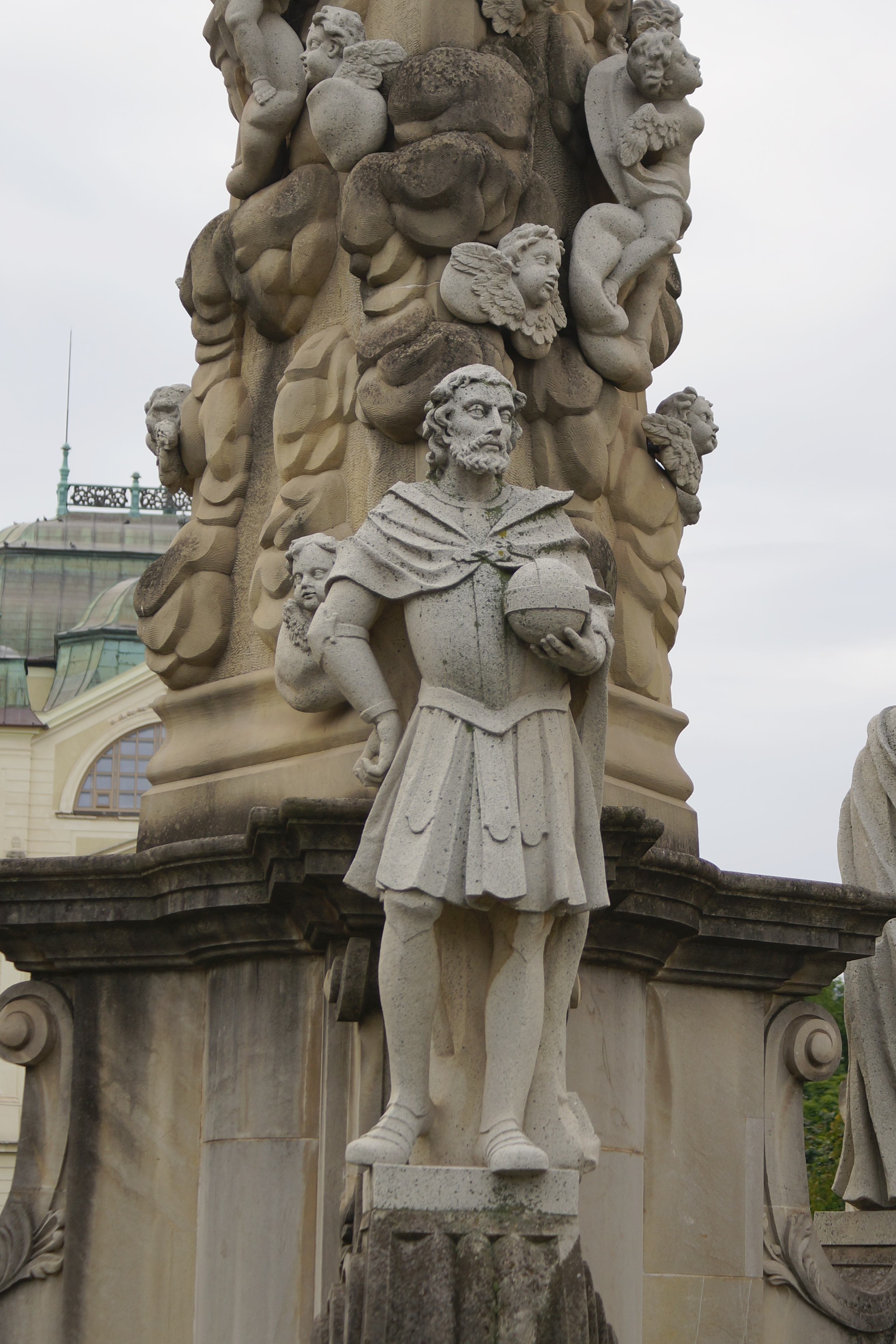
Ladislaus I, koning van Hongarije, aan de basis van de zuil.
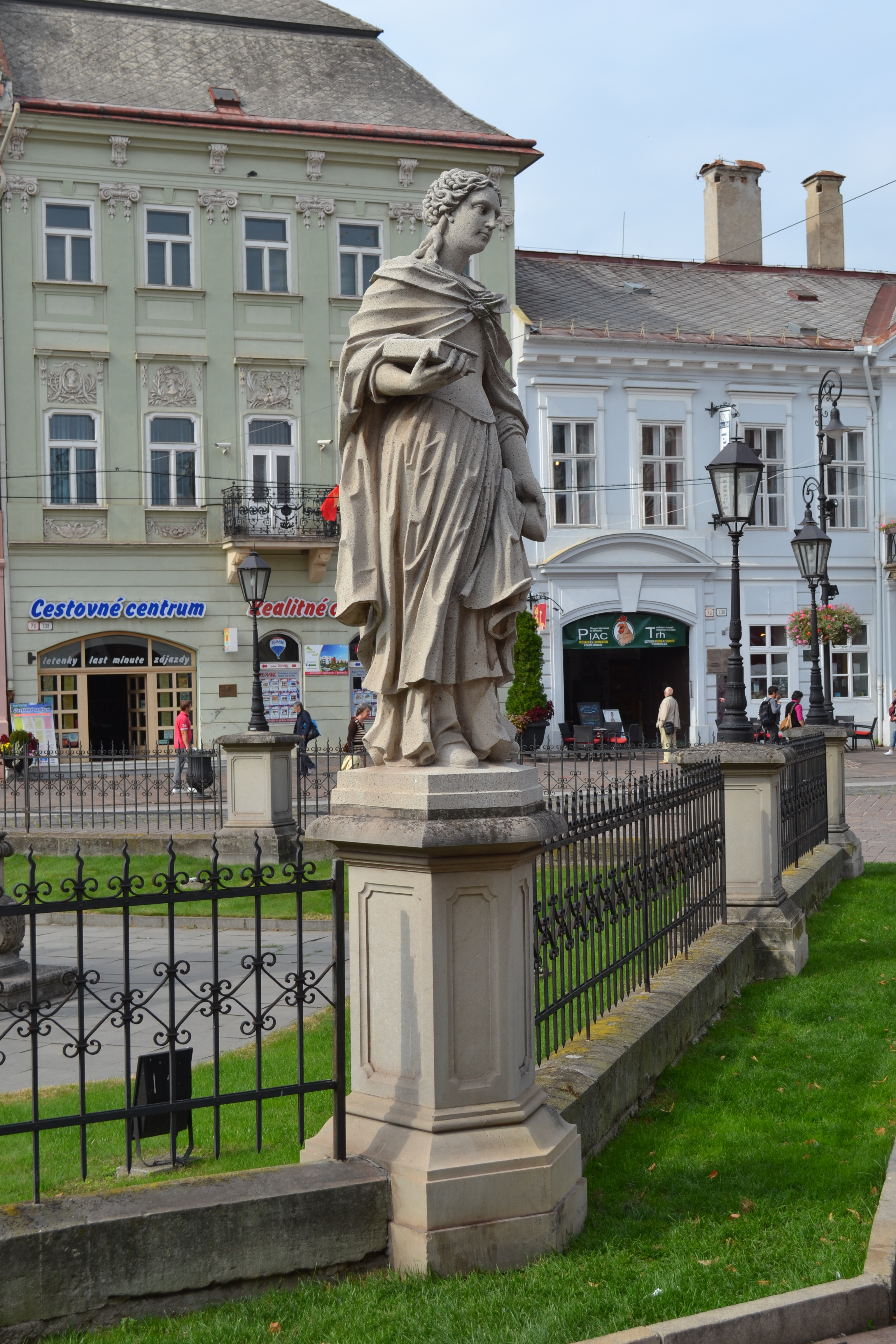
Sint-Margaretha, op een lage pilaster, in de omheining.
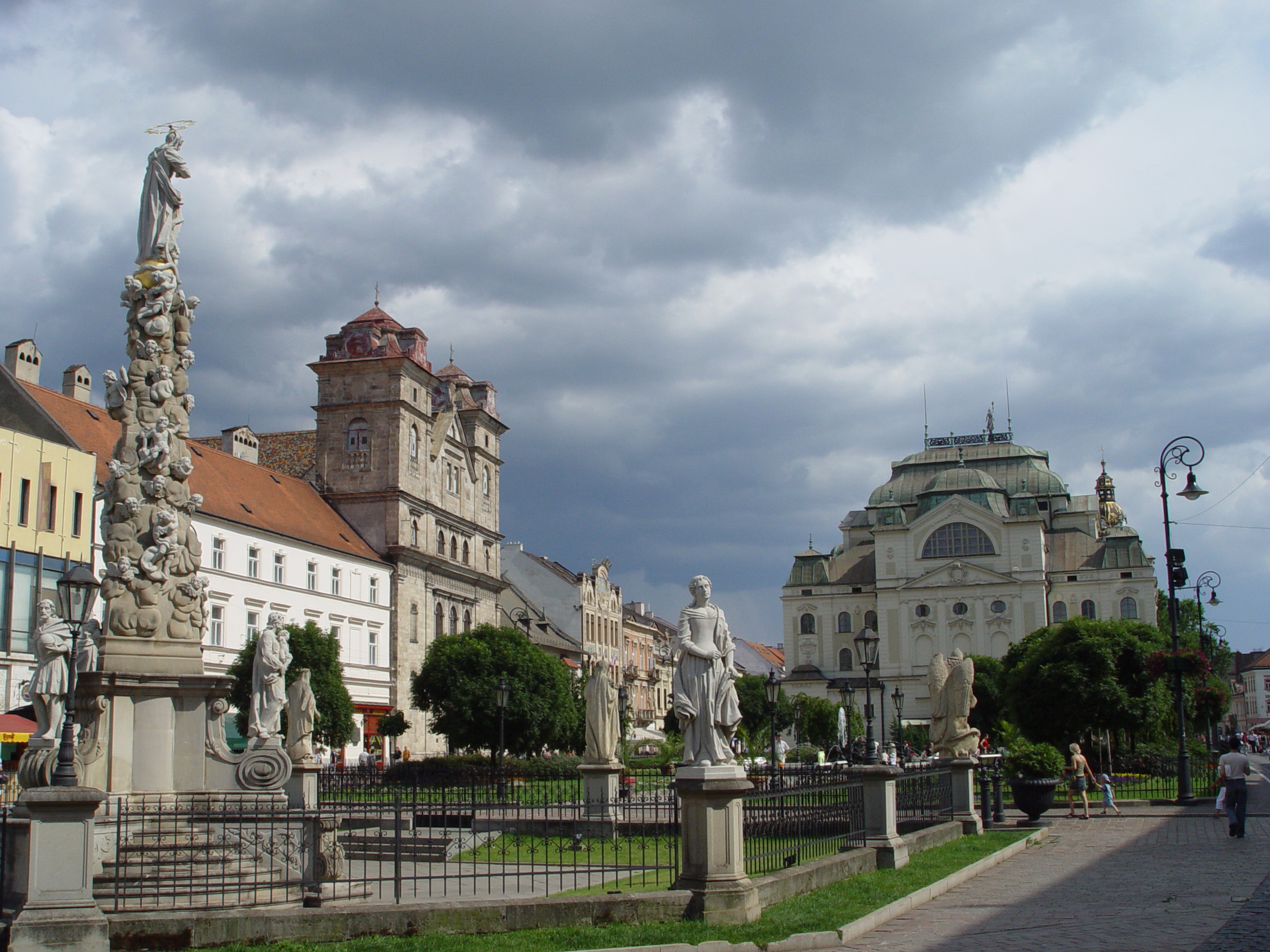
Aan de zuidkant wordt het monument begrensd door het staatstheater.